# Zamachy w Bagdadzie (25 października 2009)
Zamachy bombowe w Bagdadzie miały miejsce w niedzielę, 25 października 2009 roku. W ich wyniku zginęło 155 osób, około 500 odniosło rany. Był to najpoważniejszy atak terrorystyczny w Iraku od dwóch lat (14 sierpnia 2007 w zamachu w Yazdi zginęło 796 osób).

## Zamach
W Bagdadzie w porze porannej doszło do dwóch wybuchów, spowodowanych przez zamachowców-samobójców, którzy poruszali się samochodami. Pierwsza eksplozja miała miejsce o 9:30 czasu lokalnego pod budynkiem Ministerstwa Sprawiedliwości. Chwilę później kolejny samochód wyleciał w powietrze w tej samej dzielnicy, przed siedzibą irackich władz prowincji i gubernatora Bagdadu.

## Reakcje
- Nuri al-Maliki, premier Iraku: Zbrodnie Partii Baas i Al-Kaidy nie zablokują procesu politycznego i wyborów. To te same ręce, które splamiła krew ofiar ataków z 19 sierpnia. Będziemy karać wrogów Iraku[2]. Premier mówił o wyborach parlamentarnych z 30 stycznia 2009 oraz o poprzednim zamachu w Bagdadzie w którym życie straciło niemal 100 osób.
- Barack Obama, prezydent Stanów Zjednoczonych: Zdecydowanie potępiam te skandaliczne ataki i przesyłam moje najgłębsze wyrazy współczucia tym, którzy stracili bliskich.[1]
- Manuszehr Mottaki, minister spraw zagranicznych Iranu: Irak jest ofiarą terroryzmu. To dzieło partii Baas. Iran pomoże Irakowi w zniszczeniu terroryzmu.

W Iraku w dniach 26 - 28 października wprowadzono żałobę narodową dla upamiętnienia ofiar zamachu.